# Amilopectină

Structura amilopectinei

Amilopectina este una din cele două polizaharide, ce intră în compoziția amidonului, fiind cea mai răspândită în natură (aproximativ 70%). Aceasta are o greutate moleculară mai mare decât cea a amilozei, putând atinge masa de 1.000.000. În structura acesteia, pe lângă legăturile 1,4 alfa-glicozidice, apar și legături 1,6 alfa-glicozidice. Cu iodul în reacție, dă o culoare violetă. Are aceeași formulă și structură ca și glicogenul. 